# 琉薬
株式会社琉薬（りゅうやく、RYUYAKU Co.,Ltd.）は、沖縄県浦添市の医薬品卸・販売会社である。県下最大のシェアを誇る。アルフレッサ ホールディングスの傘下である。 

## 沿革
- 1951年2月2日 - 那覇市に12社の共同購入会社として「琉球薬品株式会社」を設立。
- 1957年8月 - 那覇市内に物流倉庫を設立。
- 1960年 - 武田薬品との取引を開始。同時に田辺製薬との取引関係を解除。
- 1968年10月1日 - 業務拡大のため、薬専門卸「琉薬販売株式会社」を那覇市に設立。
- 1971年8月 - 琉球薬品の小売部を廃止。
- 1972年5月10日 - 琉球薬品と琉薬販売が合併し、現社名に改称。
- 1979年1月 - 浦添市内に本社・配送センター新築移転。
- 1982年10月1日 - グループ会社として「株式会社中央動薬」を設立。
- 1988年10月 - 現在地に本社移転。
- 1996年2月 - グループ会社として「琉薬商事株式会社」を設立。
- 2000年6月8日 - 「介護ショップ琉薬」を設立。
- 2002年6月12日 - 得意先からインターネットを通じた受注を行う「まちやネット」が稼働。
- 2007年5月 - 梅丹本舗との協同開発により、プライベートブランド製品「琉球の宴」を発売。
- 2007年10月1日 - 株式交換により、アルフレッサ ホールディングスの完全子会社となる。
- 2010年4月1日 - グループ会社の琉薬商事を吸収合併。
- 2012年1月31日 - 「介護ショップ琉薬」を閉鎖。
- 2012年10月1日 - セルフメディケーション卸売事業（一般用医薬品卸売事業）をグループ会社のアルフレッサ ヘルスケアへ事業譲渡。

## 主な取り扱いメーカー
- 武田薬品工業、中外製薬、第一三共、大塚製薬、アステラス製薬、大鵬薬品工業、田辺三菱製薬、大日本住友製薬、ツムラ、参天製薬、キッセイ薬品、協和発酵キリン、グラクソ・スミスクライン　など

## 関連会社
- 株式会社中央動薬（宜野湾市）